# La Loge de théâtre, le monsieur et la dame
La Loge de théâtre, le monsieur et la dame est un tableau réalisé par le peintre franco-suisse Félix Vallotton en 1909. Cette huile sur toile représente une loge occupée par un homme et une femme en chapeau. Elle est conservée au sein d'une collection privée en Suisse.